# Lech Kaczyński
Lech Aleksander Kaczyński uitspraakⓘ (Warschau, 18 juni 1949 - Smolensk, 10 april 2010) was een nationalistisch en conservatief Pools politicus. Op 23 oktober 2005 werd hij gekozen tot president en twee maanden later, op 23 december, werd hij geïnstalleerd. In april 2010 kwam hij bij een vliegtuigongeval om het leven.

## Loopbaan

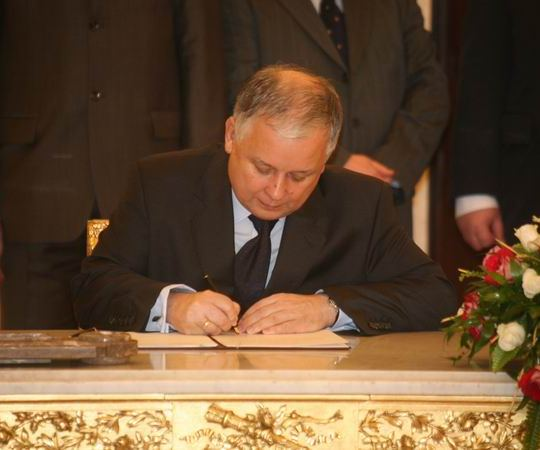
Als president in 2007

Kaczyński was van huis uit jurist. In 1980 was hij adviseur van de vakbond Solidarność. Een jaar later werd hij veroordeeld tot gevangenisstraf als een "anti-socialistisch element". Zijn vader was tijdens de Tweede Wereldoorlog lid van de Armia Krajowa en nam deel aan de Opstand van Warschau.
In 1988 werd hij lid van het Poolse parlement, de Sejm. In 2000 werd hij minister van justitie. Sinds 2002 was hij burgemeester van Warschau. Kaczyński won de presidentsverkiezingen van 2005 van de liberaal Donald Tusk met een meerderheid van 54%. Zijn tweelingbroer Jarosław is ook een vooraanstaand Pools politicus: hij is voorzitter van de regeringspartij Recht en Rechtvaardigheid (Prawo i Sprawiedliwość (PiS)) en was premier tijdens een deel van de ambtsperiode van Lech als president. Na de parlementsverkiezingen van 2007 was de regerende eeneiige tweeling gedwongen hun politieke rivaal Donald Tusk te accepteren als premier.
In politiek opzicht stond Kaczyński (deels) aan de rechterzijde van het politieke spectrum, wat zich uitte in zijn conservatieve standpunten. Als burgemeester van Warschau verbood hij tweemaal demonstraties van homoseksuelen, die gelijke rechten bepleitten. Hij was een voorstander van herinvoering van de doodstraf en stond sceptisch tegenover de invoering van de euro in Polen: na zijn verkiezing beloofde hij daarover een referendum te houden. Hij stond kritisch tegenover (verdere) privatisering van grote staatsbedrijven en het snoeien in sociale voorzieningen.

## Vliegtuigongeval

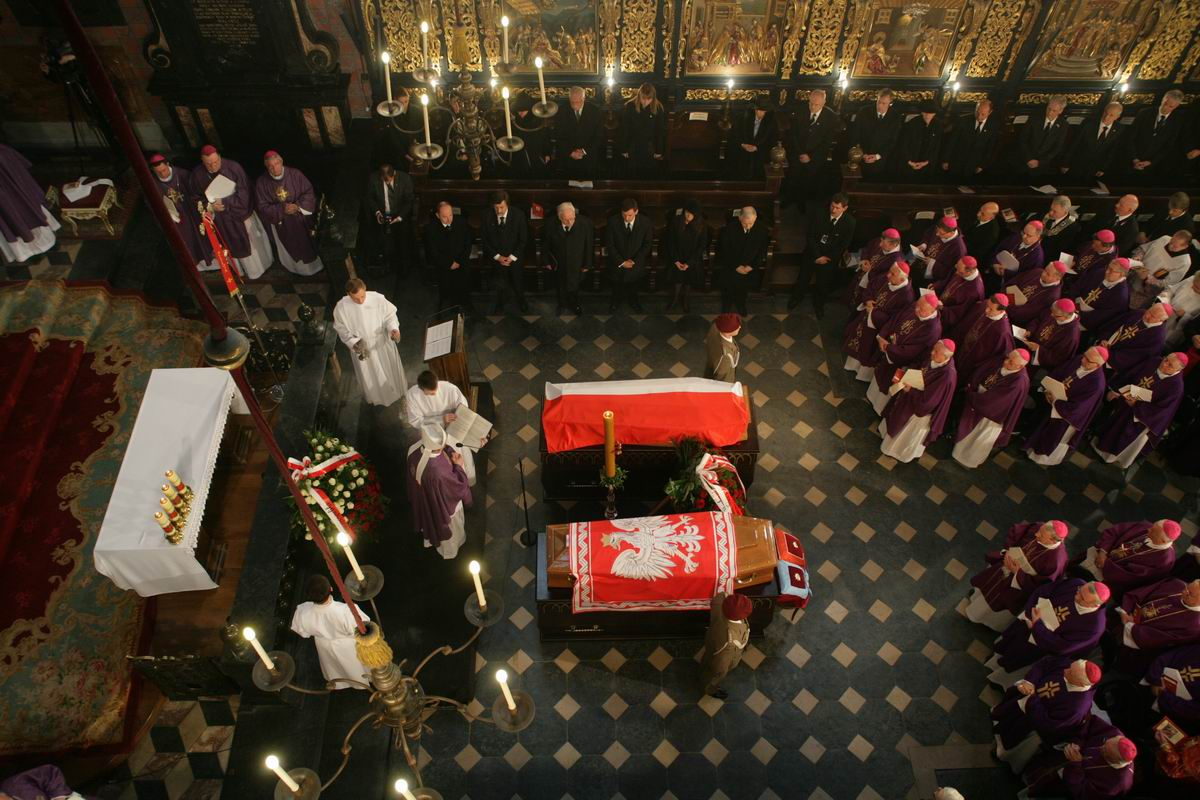
De uitvaartdienst in Krakau.

Kaczyński kwam om het leven op 10 april 2010 toen zijn regeringsvliegtuig (een Tupolev Tu-154) nabij de luchthaven van het Russische Smolensk neerstortte. Alle 96 inzittenden kwamen bij het ongeluk om het leven. Het Poolse ministerie van buitenlandse zaken vermeldt een aantal van 88. Het vliegtuig was op weg naar een herdenking van het Bloedbad van Katyn.
Het lichaam van Lech Kaczyński werd de volgende dag door zijn broer Jarosław geïdentificeerd en naar Warschau overgevlogen. Twee dagen later volgde ook het lichaam van zijn vrouw Maria. Het echtpaar werd op zondag 18 april bijgezet in de Wawel-kathedraal in Krakau. Deze locatie, die was gekozen door Jarosław Kaczyński en kardinaal Stanisław Dziwisz, was in Polen uitgesproken omstreden, omdat in deze kathedraal alleen Poolse koningen en enkele andere groten uit de Poolse geschiedenis begraven lagen. De begrafenis zou aanvankelijk door vele buitenlandse staatshoofden worden bijgewoond, maar vanwege de aswolk die als gevolg van de vulkaanuitbarsting onder de Eyjafjallajökull boven Europa hing, moesten de meesten verstek laten gaan.

## Trivia
De gebroeders Kaczyński werden al bekend in Polen in 1962 toen ze samen te zien waren in de kinderfilm O dwóch takich, co ukradli księżyc ('Die twee die de maan gestolen hebben').
- Bibliothèque nationale de France: cb162168006 (data)
- Gemeinsame Normdatei: 103565515
- International Standard Name Identifier: 0000 0001 0893 8675
- Library of Congress Control Number: no2005090685
- Nationale Bibliotheek van Letland: 000274878
- Nationale Bibliotheek van Tsjechië: js20051010044
- Nationale Bibliotheek van Polen: a0000001767446
- Istituto Centrale per il Catalogo Unico: DDSV403407
- Système universitaire de documentation: 125113994
- Virtual International Authority File: 44720209
- WorldCat: E39PBJbCVxYP9RVmktwqDmrKBP